# Čovik od svita (1965.)
Čovik od svita, hrvatski dugometražni film iz 1965. godine.